# Scytaliopsis djiboutiensis
Scytaliopsis djiboutiensis is een Pennatulaceasoort uit de familie van de Virgulariidae. De wetenschappelijke naam van de soort is voor het eerst geldig gepubliceerd in 1906 door Gravier.